# Assita Kanko
Assita Kanko (Godyr, 14 luglio 1980) è una politica burkinabé naturalizzata belga.
Membro in un primo momento del Movimento Riformatore e poi della Nuova Alleanza Fiamminga, è nota per la sua testimonianza personale sulle mutilazioni genitali femminili. Kanko è europarlamentare dal 2019.

## Biografia
Kanko è nata in Burkina Faso. All'età di cinque anni è stata vittima di mutilazione genitale femminile e ha in seguito parlato di ciò sui media, oltre a pubblicare uno dei suoi libri sul femminismo. Ha studiato giornalismo in Burkina Faso e nel 2001 è andata nei Paesi Bassi per uno stage.
Nel 2004 si è trasferita in Belgio, dove vive da allora. Nel 2008 ha ricevuto la cittadinanza belga. Dal 2011 al 2015 ha lavorato per BNP Paribas nella comunicazione interna. Dal 2013 è membro del consiglio di amministrazione dell'Agenzia belga per lo sviluppo e dal 2017 è consulente senior speciale per il Women Political Leaders Global Forum (WPL). Dal 2016 scrive rubriche per il quotidiano De Standaard.

## Carriera politica
Dall'ottobre 2012 all'ottobre 2018 è stata consigliere comunale di Ixelles, nella regione di Bruxelles-Capitale per il Movimento Riformatore (MR). Nel 2018 ha fondato l'incubatore politico Polin, un'organizzazione che mira a sostenere le donne che entrano in politica. Nel dicembre 2018, si è posizionata al secondo posto nella lista della Nuova Alleanza Fiamminga (NVA) per le elezioni europee del 2019. Kanko ha ricevuto 85.950 voti di preferenza ed è diventata europarlamentare insieme a Geert Bourgeois e Johan Van Overtveldt.
Nella IX legislatura, iniziata il 2 luglio 2019, è diventata membro a pieno titolo della Commissione per le libertà civili, la giustizia e gli affari interni, della Sottocommissione per i diritti umani e della Delegazione per le relazioni con gli Stati Uniti, membro supplente della Commissione per gli affari esteri e della Sottocommissione per la sicurezza e la difesa per il Gruppo dei Conservatori e dei Riformisti Europei (ECR).
È stata eletta dal suo gruppo parlamentare come uno dei suoi vicepresidenti sotto la presidenza di Ryszard Legutko e Raffaele Fitto.

## Vita privata
Kanko è sposata con un uomo belga e ha una figlia, nata nel 2008. La famiglia vive a Bruxelles.

## Opere
- La deuxième moitié, Lannoo-Verlag, 2015, ISBN 978-94-014-3174-3.
- (NL) Leading Ladies: Maak je ambities waar, Lannoo-Verlag, 2018, ISBN 978-94-014-5468-1.
- (NL) Omdat je een meisje bent: Verhaal van een besneden leven, Doorbraak-Verlag, 2019, ISBN 978-94-92639-29-5.